# Tabira
Tabira is een gemeente in de Braziliaanse deelstaat Pernambuco. De gemeente telt 27.219 inwoners (schatting 2009).